# Henschel Hs 298
L'Henschel Hs 298 era un missile aria-aria progettato dal professor Herbert Wagner e realizzato dall'azienda tedesca Henschel Flugzeugwerke AG negli anni quaranta.
Adottato dalla Luftwaffe, non entrò in servizio prima della fine della seconda guerra mondiale e benché sia presumibile, anche se non certo, il suo impiego operativo, lo rende il primo esempio di missile aria-aria adottato da un'aeronautica militare.

## Storia del progetto
Nel 1941 il professor Herbert Wagner propose al Reichsluftfahrtministerium (RLM), il ministero responsabile dell'intera aviazione civile e militare durante il periodo nazista, una nuova tipologia d'arma alternativa alle mitragliatrici e cannoncini automatici in dotazione ai velivoli della Luftwaffe. Il progetto prevedeva un ordigno autopropulso controllato da un sistema radio, opportunamente alloggiato in rastrelliere di peso e gittata sufficiente ad abbattere un velivolo nemico in un solo colpo. La commissione esaminatrice tuttavia ritenne il progetto troppo avanzato e non necessario all'allora situazione bellica non approvandone lo sviluppo.
Nel 1943 la situazione bellica della Germania era sfavorevolmente mutata e la necessità di sviluppare un'arma efficace per limitare i danni causati dai bombardamenti alleati sul territorio era diventata una priorità per cui l'RLM contattò Wagner per esortarlo a svilupparne velocemente una versione destinata alla produzione in serie.
Il nuovo sistema d'arma, la cui produzione venne immediatamente assegnata alla Henschel Flugzeugwerke sotto la supervisione dell'ingegner Hesky, assunse la designazione ufficiale Hs 298 e venne realizzato presso gli stabilimenti aziendali di Schönefeld tranne la parte elettronica, il Strassburg-Kehl FuG 203. Tuttavia l'arma non riuscì ad essere ultimata per l'impossibilità di disporre in tempi utili della spoletta di prossimità "Rüssel" ed alcuni prototipi, che assunsero la designazione HS 298 V1, vennero testati per la prima volta il 22 dicembre 1944 come equipaggiamento di uno Junkers Ju 88 A-4. Dei tre Hs 298 montati su rastrelliere solo due riuscirono ad essere lanciati e dei due uno esplose prematuramente. Benché le prove non si conclusero con un completo successo venne comunque emesso un ordine di fornitura per 300 unità complessive e disposto l'avvio della produzione in serie.
Benché le prime prove fossero state effettuate su una versione da caccia diurna è molto più probabile siano stati utilizzati contro bombardieri notturni dei reparti di Nachtjäger come equipaggiamento su Junkers Ju 88 G-1, Ju 388 J-1 e Dornier Do 217 J durante le ultime fasi del conflitto. Il piano di missione prevedeva che il caccia notturno si posizionasse in coda al bombardiere nemico con uno scarto massimo di 30° e una volta lanciato, direzionato tramite impianto di radiocontrollo. Ben presto però le contromisure elettroniche adottate dai velivoli alleati resero problematico il controllo del missile che perse la sua efficacia. Per ovviare al problema venne sviluppata una versione filoguidata, designata Hs 298 V2.

## Tecnica
Concettualmente l'Hs 298 era un'aerodina a doppia sezione circolare ad ala media ed impennaggio bideriva.
Il corpo era ricavato da una struttura a sezione circolare, simile ad un siluro, dove era inserito il carico bellico alla quale ne era collegata una seconda che conteneva l'apparecchiatura radioricevente, gli attuatori, un generatore di corrente alimentato da una piccola elica e l'endoreattore, uno Schmidding 109-543 con ugello posteriore. Terminava in un impennaggio bideriva con piani verticali che si sviluppavano verso la parte ventrale.
La configurazione alare era monoplana ad ala a freccia posizionata media.

## Impiego operativo
l'Hs 298 ebbe sicuramente un impiego limitato, sia per la difficoltà di realizzazione a causa della scarsa disponibilità di materiali strategici, sia per il ritardo con cui vennero consegnati ai reparti, sia per la distruzione di interi arsenali da parte delle forze nemiche. In un'operazione dell'Armata Rossa durante la controffensiva, furono distrutti 135 esemplari appena consegnati.

## Utilizzatori
Germania
- Luftwaffe